# Gémformák
A gémformák (Ardeinae) a madarak (Aves) osztályának gödényalakúak (Pelecaniformes) rendjébe, ezen belül a gémfélék (Ardeidae) családjába tartozó alcsalád.
Ebbe az alcsaládba 14 madárnem és 49 recens faj tartozik.

## Rendszertani besorolásuk
A gémfélék csontvázának, főleg a koponyájának a korábbi tanulmányozása szerint, ezt a családot két csoportra osztották: a nappali gémekre és az éjjeli gémekre. Azonban az új DNS-vizsgálatok, továbbá a végtagcsontok jobb megfigyelése azt mutatja, hogy a korábbi csoportosítás hibás volt. Az ugyanazon csoportbeli koponyahasonlóság, nem egyéb, mint a konvergens evolúció eredménye, azaz több csoportbeli madár is ugyanazt a koponyaalakot vette fel, hogy ugyanolyan élőhelyen ugyanolyan táplálékforráshoz tudjon hozzáférni. Manapság a gémfélék családjában már csak 3 csoportot, alcsaládot fogadnak el: a gémformákat (Ardeinae), a bölömbikaformákat (Botaurinae) és a tigrisgémformákat (Tigrisomatinae). Az új rendszertani besorolás szerint, a negyedik, azaz a bakcsóformák (Nycticoracinae) alcsaládjába tartozó nemeket és fajokat a megmaradt alcsaládokba helyezték át.
A rendszertani átrendezés következtében a gémformák alcsaládja 3, korábban bakcsóformának vélt madárnemmel bővült: Gorsachius, Nyctanassa és Nycticorax.

## Rendszerezés
Az alcsaládba az alábbi 14 madárnem tartozik:
- Agami Reichenbach, 1853 – 1 élő faj
- Ardea Linnaeus, 1758 – 12 élő faj; típusnem
- Ardeola F. Boie, 1822 – 6 élő faj
- Bubulcus Bonaparte, 1855 – 1, talán 2 élő faj
  - pásztorgém (Bubulcus ibis) (Linnaeus, 1758)
- Butorides Blyth, 1852 – 3 élő faj és 1 fosszilis faj
- Egretta T. Forster, 1817 – 12 élő faj és 1 fosszilis faj
- Gorsachius Bonaparte, 1855 - 4 élő faj
- Mesophoyx (Sharpe, 1894) – 1 élő faj
  - közepes kócsag (Mesophoyx intermedia) (Wagler, 1827) - egyes ornitológusok vagy az Ardea, vagy az Egretta nembe helyeznék át
- Nyctanassa Stejneger, 1887 - 1 élő faj és 1 kihalt faj
- Nycticorax T. Forster, 1817 - 2 élő, 4 kihalt és legalább 3 fosszilis faj
- Pilherodius Reichenbach, 1853 – 1 élő faj
  - kucsmás gém (Pilherodius pileatus) (Boddaert, 1783)
- Proardea Lambrecht, 1933 – 1 fosszilis faj; oligocén
  - Proardea amissa (Milne-Edwards, 1892)
- Syrigma Ridgway, 1878 – 1 élő faj
  - fütyülő gém (Syrigma sibilatrix) (Temminck, 1824)
- Zeltornis Balouet, 1981 – 1 fosszilis faj; kora miocén
  - Zeltornis ginsburgi Balouet, 1981

A fenti 14 megnevezett madárnemen kívül még van egy fosszilis nem, melynek maradványait a Húsvét-szigeten találták meg. Ezt a fosszilis madarat ezidáig még nem írták le és nem nevezték meg.

## Fordítás
- Ez a szócikk részben vagy egészben  a   Heron című angol Wikipédia-szócikk ezen változatának fordításán alapul.  Az eredeti cikk szerkesztőit annak laptörténete sorolja fel. Ez a jelzés csupán a megfogalmazás eredetét és a szerzői jogokat jelzi, nem szolgál a cikkben szereplő információk forrásmegjelöléseként.